# Рюлли
Рюлли́ (фр. Rully) — коммуна во Франции, находится в регионе Нижняя Нормандия. Департамент коммуны — Кальвадос. Входит в состав кантона Васси. Округ коммуны — Вир.
Код INSEE коммуны — 14549.

## Население
Население коммуны на 2010 год составляло 218 человек.
| 1962 | 1968 | 1975 | 1982 | 1990 | 1999 | 2010 |
| ---- | ---- | ---- | ---- | ---- | ---- | ---- |
| 311  | 264  | 260  | 229  | 212  | 203  | 218  |

## Экономика
В 2010 году среди 125 человек трудоспособного возраста (15—64 лет) 107 были экономически активными, 18 — неактивными (показатель активности — 85,6 %, в 1999 году было 68,5 %). Из 107 активных жителей работали 94 человека (55 мужчин и 39 женщин), безработных было 13 (8 мужчин и 5 женщин). Среди 18 неактивных 9 человек были учениками или студентами, 2 — пенсионерами, 7 были неактивными по другим причинам.